# Floral Shoppe
Floral Shoppe (aussi connu sous le nom フローラルの専門店) est le quinzième album studio de l'artiste électronique américaine Vektroid, sorti sous son nom de scène « Macintosh Plus » le 9 décembre 2011, sur le label Beer On The Rug. 
Il est considéré comme étant un des albums les plus importants de la scène vaporwave. Il instaura plusieurs éléments typiques du genre comme l'utilisation de statues romaines, de caractères japonais et de couleurs criardes pour les pochettes, et le ralentissement de morceaux pop des années 1980 pour la musique. Cet album est l'album de vaporwave le plus populaire, et commence à être critiqué par les véritables fans de vaporwave. La deuxième piste de l'album est peut-être le morceau de vaporwave le plus connu, car il a connu un véritable succès sur Internet, et a popularisé le genre. Tout l'album utilise des samples (excepté la piste 9), notamment de Sade, de Dancing Fantasy et des Pages.

## Réception critique
Floral Shoppe a été salué comme l'un des albums les plus significatifs des débuts de la vaporwave. Huit ans après sa parution, dans sa critique pour Pitchfork, Miles Bowe conclut que cet album, si souvent copié, «n'a rien perdu de sa capacité à bouleverser les perceptions». L'album figure en 6e place parmi les meilleurs albums de 2012 sur le site TinyMixTapes.  Le magazine Vice a inclus Floral Shoppe dans son classement des 100 meilleurs albums des années 2010.

## Éditions et rééditions
Floral Shoppe a initialement été publié au format digital et sur cassette par le label américain Beer On The Rug. En 2017, le label Olde English Spelling Bee sort une réédition sur vinyle.

## Liste des pistes
Album original
1. ブート (Būto Booting) – 3:24
2. リサフランク420 / 現代のコンピュー (Risafuranku 420 / Gendai no Konpyū Lisa Frank 420 / Modern Computing) – 7:17
3. 花の専門店 (Hana no Senmon-ten Floral Shoppe) – 3:19
4. ライブラリ (Raiburari Library) – 2:50
5. 地理 (Chiri Geography) – 4:46
6. ECCOと悪寒ダイビング  (ECCO to Okan Daibingu Chill Divin' with ECCO) – 6:29
7. 数学 (Sūgaku Math) – 6:54
8. 待機 (Taiki Standby) – 2:30
9. て (Te Te) – 2:20

Pistes bonus (édition numérique)
1. Untitled – 6:14
2. Untitled – 2:18

Pistes bonus (cassette)
1. ピコ (Piko I Am Pico) – 2:04
2. 外ギン AVIATION (Soto Gin AVIATION Foreign Banks Aviation) – 1:09

## Samples
- La piste 1 sample Tar Baby de Sade
- La piste 2 sample It's Your Move de Diana Ross
- La piste 3 sample If I Saw You Again des Pages
- La piste 4 sample You Need A Hero des Pages
- La piste 5 sample Underwater Theme de Darren Mitchell
- La piste 6 sample Déjà Vu de Dancing Fantasy
- La piste 7 sample Worldwide de Dancing Fantasy
- La piste 8 sample Hang Loose de Dancing Fantasy
- Le premier morceau bonus de l'édition numérique sample I Only Have Eyes For You de Zapp
- Le second morceau bonus de l'édition numérique sample Sleeping Pill de Jamie Foxx
- Le premier morceau bonus de l'édition cassette sample Carioca Groove de Dancing Fantasy
- Le second morceau bonus de l'édition cassette sample Give It Up de Sade